# Ricchi e Poveri

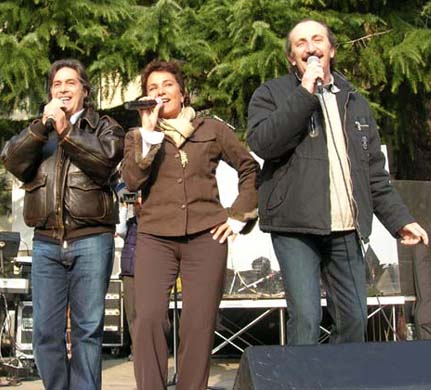
Ricchi e Poveri (2005)

Ricchi e Poveri (Người giàu và người nghèo) là một trong những ban nhạc pop của Italia nổi tiếng nhất tại châu Âu và châu Mỹ Latin. Hoạt động từ cuối thập kỷ 1960, ban nhạc này đã tiêu thụ trên 20 triệu ấn phẩm.

## Thành lập và thành công ban đầu
Ban nhạc thành lập năm 1967 bởi các thành viên Franco Gatti, Angela Brambati, Angelo Sotgiu và Marina Occhiena. Lần đầu tiên họ xuất hiện trước công chúng tại Cantagiro năm 1968 với bài hát "L'ultimo amore" (Tình yêu vĩnh cửu). Ricchi e Poveri tham gia cuộc thi Ca nhạc Festival della canzone italiana ở Ý nhiều lần kể từ năm 1970. Họ đại diện cho nước Ý tham gia cuộc thi âm nhạc Eurovision năm 1978 với bài hát "Questo Amore" giành vị trí thứ 12 với 53 điểm. Năm 1981, Marina Occhiena rời nhóm.
Ricchi e Poveri đã lập kỷ lục tại Ý và Tây Ban Nha. Họ rất kiêu hãnh về những bài hát tiếng Ý rất phổ biến trong những năm 1980 và 1990 như "Mamma Maria", "Come Vorrei", "Se m'innamoro", "Made in Italy", "M'innamoro di te". Bài hát thành công "Che sarà" của họ còn được José Feliciano và Jimmy Fontana thể hiện.

## Thành công vang dội với Sarà perche ti amo
Đĩa đơn Sarà perché ti amo trở thành đĩa hát thành công vượt biên giới tại châu Âu và các nước châu Mỹ Latin, được thu âm tiếng Tây Ban Nha. Bài hát ngày nay có tên gọi Será porque te amo cũng trở thành một ca khúc thành công lớn tại Mexico, vùng Trung Mỹ - Caribe và Nam Mỹ.
Nhiều nhóm nhạc bắt đầu hát lại ca khúc này theo những thể loại nhạc khác như tropical, dance và nhiều thể loại nhạc dân ca Mexico khác như Grupera. Ban nhạc Latin Menudo (nổi bật là Ricky Martin) và ban nhạc Eu4ya cũng hát lại bài này, nhưng lời ca được sửa đổi nhiều, chỉ có đoạn điệp khúc được giữ lại, còn đoạn trên được sửa cho hợp với thị hiếu của lứa tuổi thiếu niên hơn.
Năm 2007, bài hát này vẫn được hát lại bằng nhiều thể loại khác và gặt hái những thành công tại một số nước nói tiếng Tây Ban Nha, như một bài hát tiêu biểu của thời đại. Phiên bản 2003 của Eu4ya được Diana Sorbello chế lại với tên Das ist, weil ich dich liebe.

## Đĩa hát
- Un diadema di successi (1976)
- Ricchi & Poveri (1976)
- I musicanti (1976)
- Come eravamo (1980)
- E penso a te (1982)
- Mamma Maria (1982)
- Voulez vous danser (1983)
- Sarà perche ti amo (1983)
- Ieri & oggi (1983)
- Dimmi quando (1985)
- Cocco bello Africa (1987)
- Nascerà Gesù (1988)
- Buona giornata e... (1989)
- I grandi successi (1994)
- Parla col cuore (2001/2002)

## Thông tin thêm
Bài hát Mamma Maria được Conny & Jean thể hiện rất thành công tại Đức.